# Zadnie Kamienne

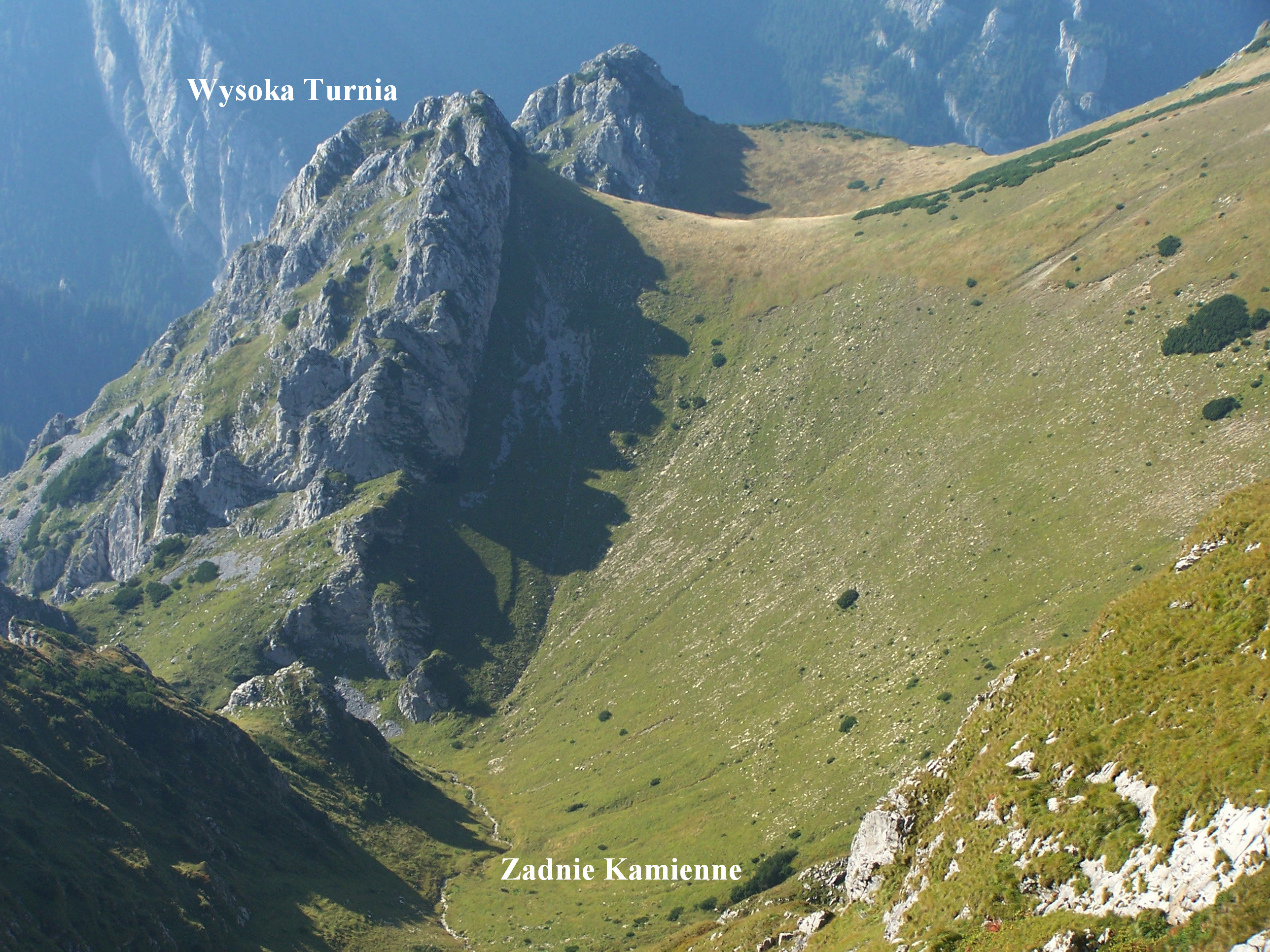
Zadnie Kamienne i Wysoka Turnia

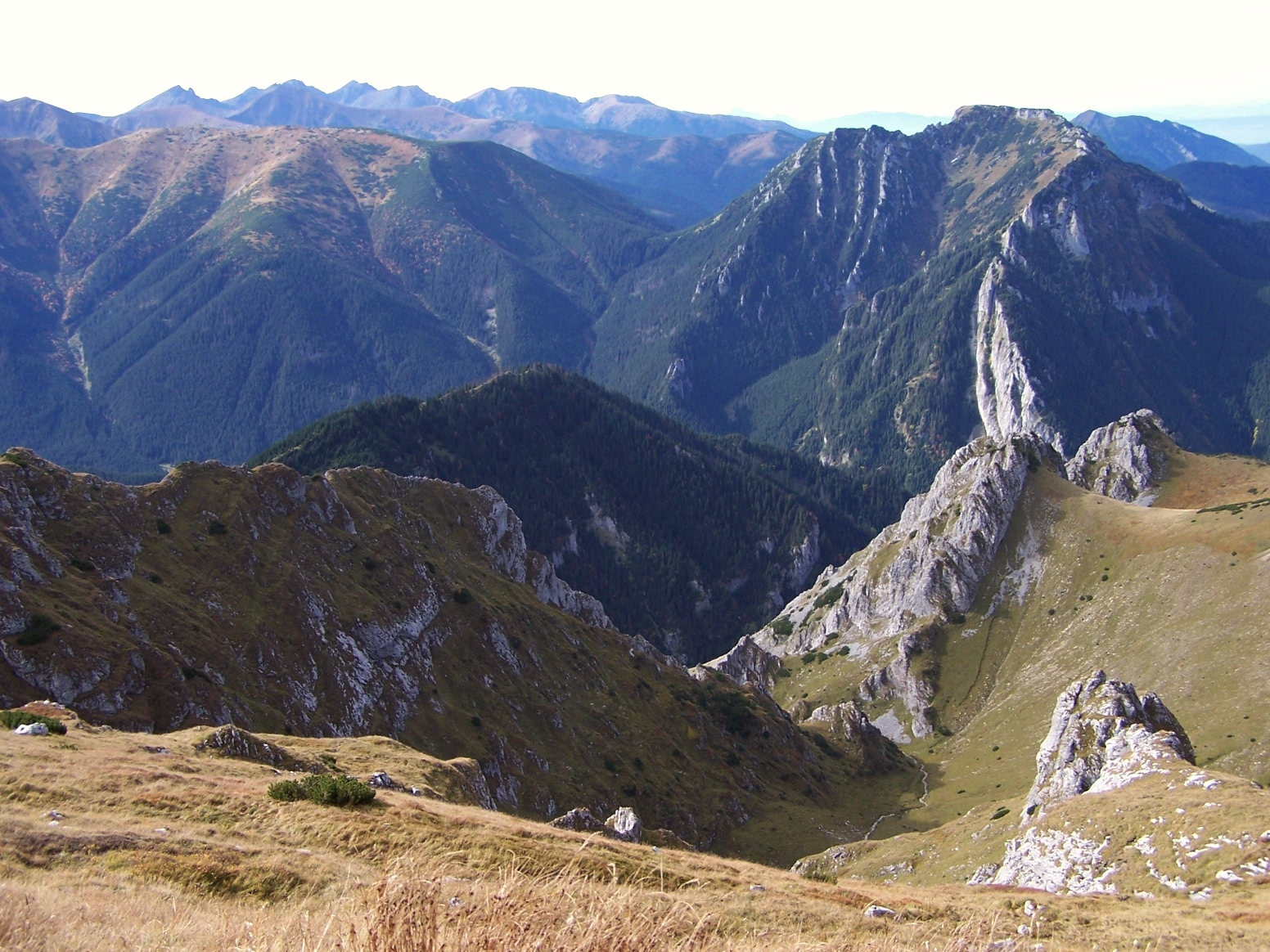
W prawym dolnym rogu Lodowa Baszta

Zadnie Kamienne – kocioł w górnej części Wąwozu Kraków w Dolinie Kościeliskiej w Tatrach Zachodnich.

## Topografia
Jego zbocza tworzą: opadający z Ciemniaka Wysoki Grzbiet, fragment północno-zachodniej grani Ciemniaka od jego szczytu po Upłaziańską Kopę oraz jej północno-zachodnia grzęda biegnąca poprzez Upłazkową Przełączkę, Wysoką Turnię i Niską Turnię do Wąwozu Kraków. Z dolnej części Zadniego Kamiennego w południowo-zachodnim kierunku, pomiędzy Niską Turnią i Wysokim Grzbietem opada do Wąwozu Kraków Żleb Trzynastu Progów. Do równinki na dnie kotła opadają dwa żleby: Lodowy Żleb oraz żleb spod Chudej Przełączki. Oddziela je grzęda opadająca z Twardej Kopy. W grzędzie tej znajduje się turnia Lodowa Baszta.

## Opis kotła
Kocioł jest rumowiskiem skalnym, w którym występują osypiska marglistych łupków kredy wierchowej. Jest to suchy kocioł. Żlebem Trzynastu Progów woda spływa tylko po większych opadach, normalnie zaś zanika w wypełnionym marglami i urgonem ponorze w dolnej części kotła. Barwieniem wody wykazano, że wypływa ona aż na dnie Doliny Kościeliskiej w Jaskini Wodnej pod Pisaną.
W kotle znajduje się kilka jaskiń, m.in. Kamienista Szczelina, Jaskinia Lodowa w Ciemniaku i Jaskinia Zawaliskowa w Szerokiem.
Górale terminem Kamienne określali kamieniste lub piarżyste tereny (przeważnie były to zbocza lub kotły lodowcowe) o bardzo słabej roślinności lub zupełnie jej pozbawione. Dawniej Zadnie Kamienne stanowiło tereny pastwiskowe Hali Upłaz. Dwa czynniki: budowa geologiczna podłoża (odporne na wietrzenie łupki pokryte cienką tylko warstwą gleby) oraz wypas spowodowały, że Zadnie Kamienne zamieniło się w zupełny nieużytek, silnie zerodowany i niemal pozbawiony roślinności. Tymczasem zaś są to tereny o dużej wartości przyrodniczej, występują tutaj liczne gatunki wapieniolubnych roślin alpejskich. Obecnie, po zaprzestaniu wypasu teren ten zregenerował się i porośnięty jest w większości drobną murawą.
Zadnie Kamienne jest niedostępne turystycznie. Jest dobrze widzialne ze szlaku turystycznego z Doliny Tomanowej przez Czerwony Żleb na Chudą Przełączkę.